# André Claveau
André Claveau, född 17 december 1911 i Paris, död 14 juli 2003 i Agen, var en fransk sångare främst verksam under 1940-1960-talen. Han var även skådespelare.
Han vann tredje upplagan av Eurovision Song Contest 1958 med låten Dors mon amour (sv: Sov, min älskling) med musik av Pierre Delanoë och text av Hubert Giraud.

## Filmografi
- Le Destin s'amuse
- Les Vagabonds du rêve
- Coeur-sur-Mer
- Pas de vacances pour Monsieur le Maire
- Les Surprises d'une nuit de noces
- Un jour avec vous
- Rires de Paris
- Saluti e baci
- French Cancan
- Prisonniers de la brousse